# Православна церковна архітектура

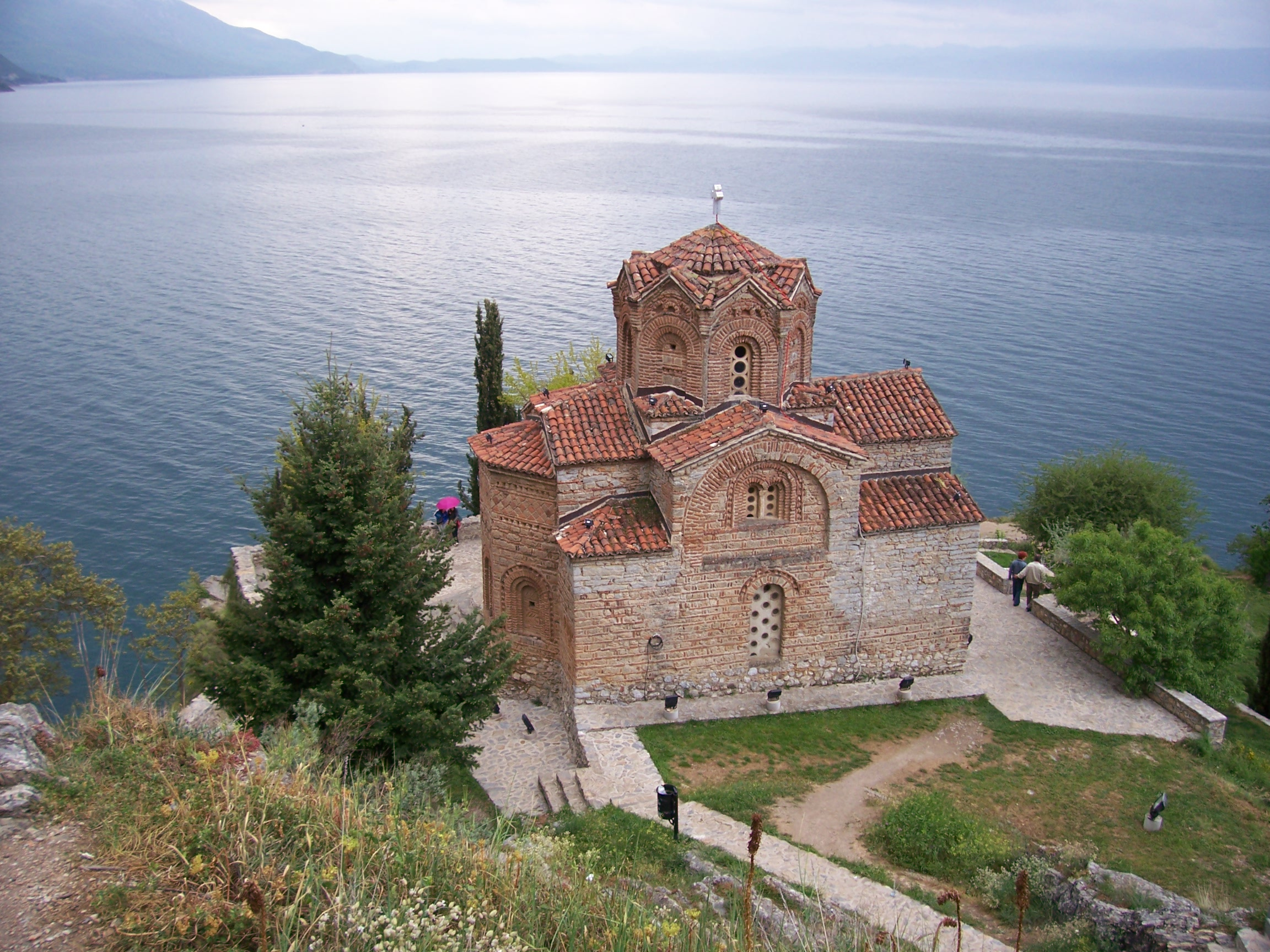
Храм святого Йоана Богослова в Канео (Македонія) — типовий хрестокупольний православний храм грецької архітектури середньовізантійського періоду

Православний храм — релігійна споруда Православної церкви, що призначається для здійснення спільного богослужіння громадою віруючих. Хоча православні храмові будівлі часто називаються церквами, однак у строгому богословському сенсі «церква» — це громада віруючих і релігійна організація, а не будь-яка споруда для богослужіння. За вченням православної церкви вона є прямою спадкоємницею ранньої церкви Христа і його апостолів, тож і архітектура православного храму має своє коріння у ранньохристиянській.
В сучасній архітектурі православного храму виділяється три основні частини, — 1) вівтар із престолом, 2) наос (середня частина, часто під куполом), 3) притвор, — які відповідають устрою старозавітної скинії, котра теж мала три частини: святеє святих, святилище і двір.
В Україні наразі поширені такі типи православних релігійних споруд: собор, церква (парафіяльний храм), домова церква, каплиця, лавра, монастир і скит. Історично та в інших країнах присутні й інші типи православних будівель: базиліка, катакомби і печери, мартиріум, баптистерій, моленна тощо.

## Призначення і символізм

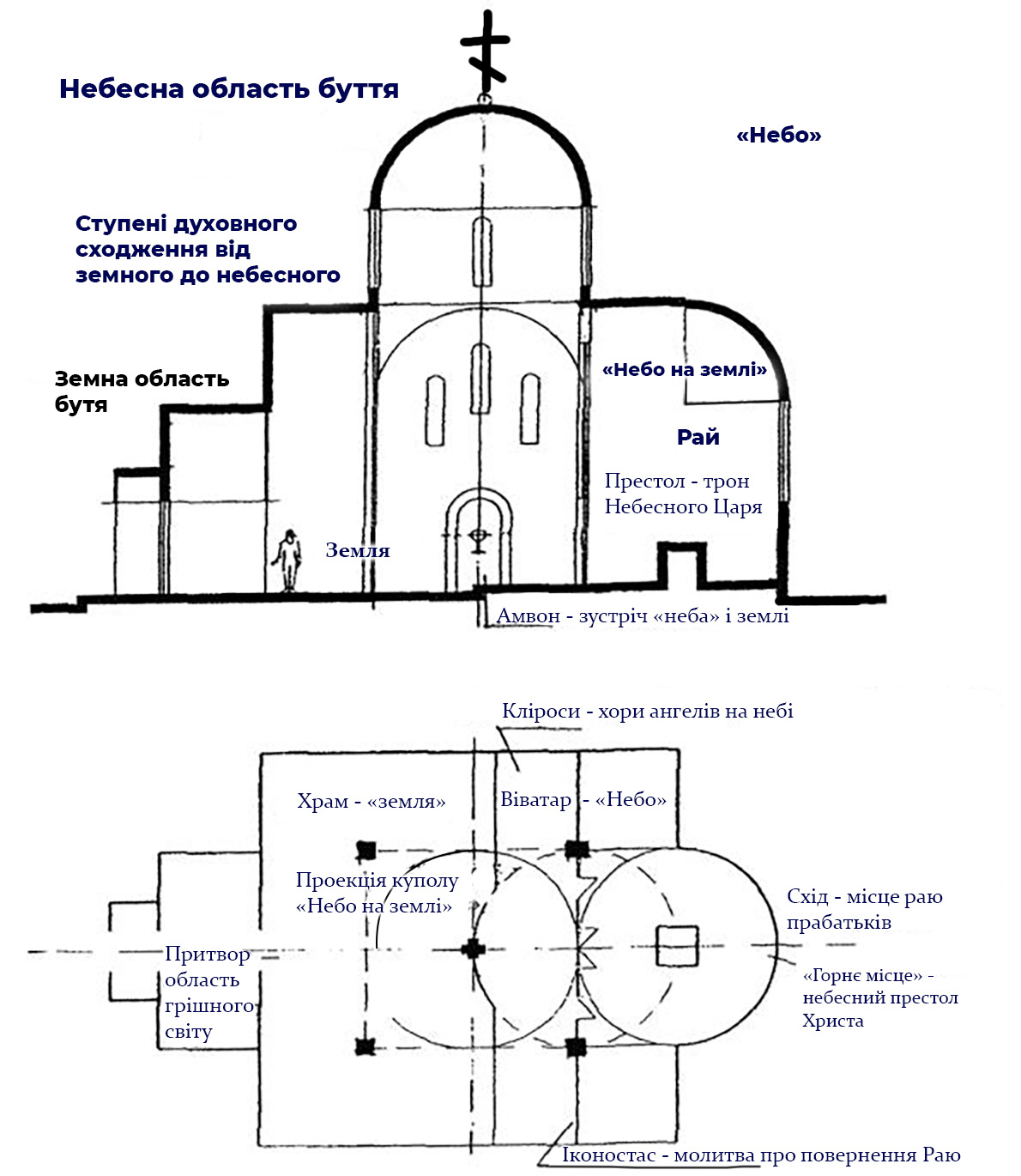
Символізм православного храму.jpg

Виходячи з догматичного вчення Православної Церкви про майбутнє перетворенні неба і землі в Царство Боже, храм для вірян — це місце особливої присутності Бога на землі, «Дім Господній», місце богослужіння, молитовного спілкування з Богом і з'єднання з Ним при таїнстві Євхаристії, яке звершується в храмі. Храм є також прообразом гармонійного світу, створеного Богом, і майбутнього Царства Небесного, повернутого людині Раю. Архітектура храму, його декоративне оздоблення і всі види мистецтв, які супроводжують богослужіння, спрямовані на те, щоб висловити ці ідеї кожен своїми особливими засобами, з'єднаними в храмі разом для отримання найбільшого ефекту. Впливаючи на людську душу, християнське мистецтво і храмова архітектура допомагають брати участь в богослужінні знайти той духовний стан, який необхідно для богоспілкування, яке звершується в храмі.

## Історія
Ранньохристиянська архітектура, що визначила початок і становлення архітектурних форм, згодом знайшла різноманітне втілення на всій території Європи і християнського Сходу. Водночас вона була й останнім періодом античного зодчества, з властивими йому традиціями образотворчого мистецтва та організацією внутрішнього простору храму. Виділяють два етапи розвитку ранньохристиянської архітектури:
- від виникнення до присвоєння християнству офіційного статусу імператором Костянтином;
- від Костянтина Великого до падіння Західної Римської імперії в 476 році.

### Храми раннього періоду
Першим християнським храмом вважається Сіонська світлиця, де було встановлено найважливіше таїнство — Євхаристія. У цей період виступи проповідників (апостолів) відбувалися в синагогах, а зібрання віруючих — в будинках членів громад (домових церквах). Після остаточного розриву з юдаїзмом для здійснення богослужінь християни намагалися використовувати чисті просторі приміщення, ізольовані від світської суєти. Пізніше ці будинки пристосовуються під самостійні церкви (наприклад, будинок-церква в Дура-Европос 231 року).
Після початку періоду гонінь з боку римської влади становище християн ставало нелегальним, тому місця їхніх зібрань ховалися. Як храми також використовувалися катакомби (занедбані шахти, рудники, каменоломні, соляні печери зі складною системою підземних галерей-некрополів) Риму, Ефеса, Олександрії, Сіракуз і інших міст, найдавнішими з яких є катакомби св. Калліста (поч. III століття), а також кладовища. На місці мучеництва святих або на їх могилах влаштовувалися мартиріуми у вигляді огорожі або каплиці.
В архітектурному плані християнські храми того часу далеко не завжди складалися з трьох частин і були зверненими вівтарем на схід. Відокремлених вівтарів не було, а престоли прилаштовували посеред храмів. Пізніше стали молитися обличчям на схід, тому в східній частині храму став підніматися престол і горішнє місце, а ще пізніше вівтар став відділятися від кафоликона іконостасом.

### Храми періоду легалізації християнства
Другий етап починається після легалізацією християнства в 313 році Костянтином Великим і закріпленням (Феодосієм I Великим в 380 році) за християнством статусу єдиної державної релігії. У той же час мати Костянтина — Олена почала будівництво безлічі храмів у Палестині, зокрема величного Храму Гробу Господнього в Єрусалимі. За Костянтина починається масштабне будівництво християнських церков по всій імперії. Під християнські храми пристосовували колишні язичницькі храми або цивільні адміністративні будівлі базиліки (грец. Βασιλική — «будинок базилевса, царський будинок»). Базиліка, на відміну від хрестово-купольного храму, має просту двосхилу покрівлю над центральним нефом і односхилі покрівлі бічних нефів. Вівтарна апсида завершується конхою.
З розвитком обрядовості відбувається ускладнення композиції храму, з'являються:
- атріум перед входом, який мав у центрі фонтан для обмивань або хрестильну купіль;
- притвор;
- трансепт (поперечний неф) для збільшення вівтарної частини.

У IV столітті відбувається інтенсивне зведення базилікальних церков на сході Римської імперії, що не піддавалася, як на заході, руйнівним набігам варварських племен. Для північної Сирії це — тринефна базиліка з напівкруглою апсидою, прихованою між двома прямокутними (базиліка в Браді, 395-402 роки). Іноді зводилися дві вежі біля західного фасаду; такий прийом, місцева традиція, згодом став характерним для цього типу храмів. У південній Сирії споруджувалися храми однонефні з плоским перекриттям і з апсидами різних форм (церква Юліана, 344 року, «Східна церква» в Умм ідж Джімале) або тринефні церкви, де нефи були рівні по висоті (церква в Тафе). На заході імперії, особливо в Італії, переважала тринефна або п'ятинефна базиліка. Найдавніша церква Риму — Сан Джованні ін Латерано (319).

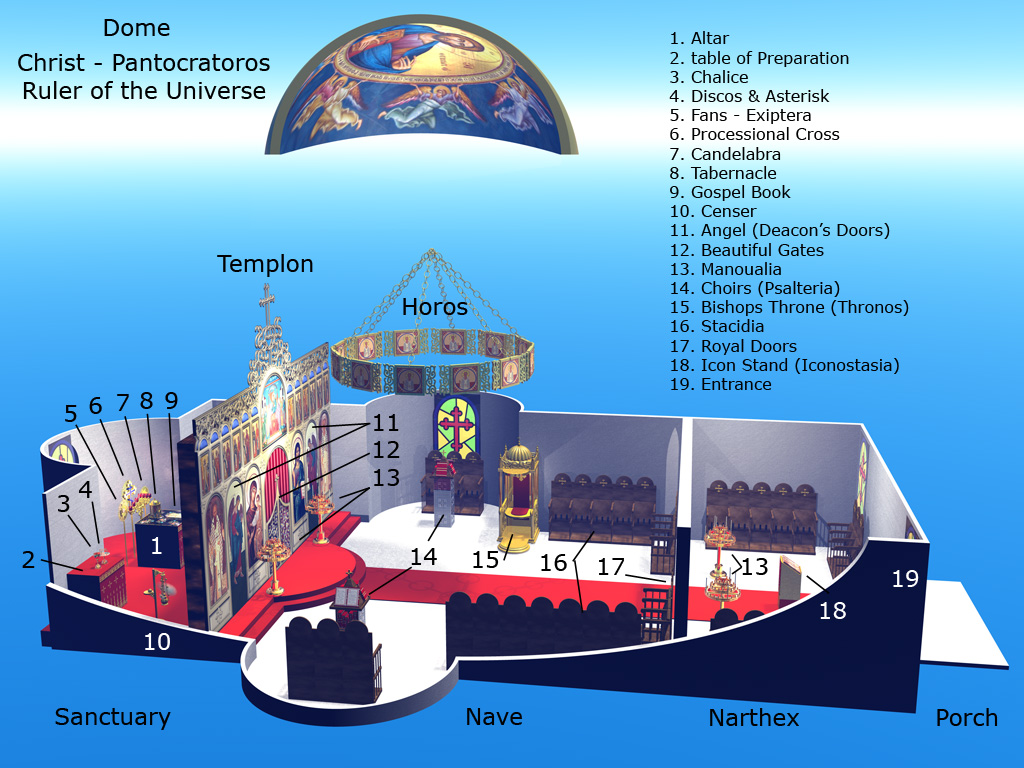
Внутрішній устрій православного храму.

На подальший розвиток православної храмової архітектури сильний вплив здійснили сирійські церкви V-VI століть, серед яких особливо примітна церква в Коджа-Калессі (V ст.), центральний осередок середнього нефа якої має купольне завершення. На Сході також виникає новий тип християнського споруди — монастир (V ст.). Важливе місце в становленні християнської архітектури займали центричні споруди:
- гробниця (в чиїх формах знайшла розвиток пізня антична традиція);
- баптистерії;
- і хрестоподібні церкви (IV—V ст.).

Після розпаду Римської імперії становлення і розвиток православних архітектурних традицій відбувалося на території Візантії аж до взяття Константинополя турками-османами в 1453 році.

### Храми після падіння Візантії
За тисячолітню історію розвитку візантійського мистецтва повністю сформувався хрестовокупольний тип храму, сприйнятий потім давньоруським зодчеством. Зразком православного храму для Київської Русі був грандіозний собор Софії Константинопольської.

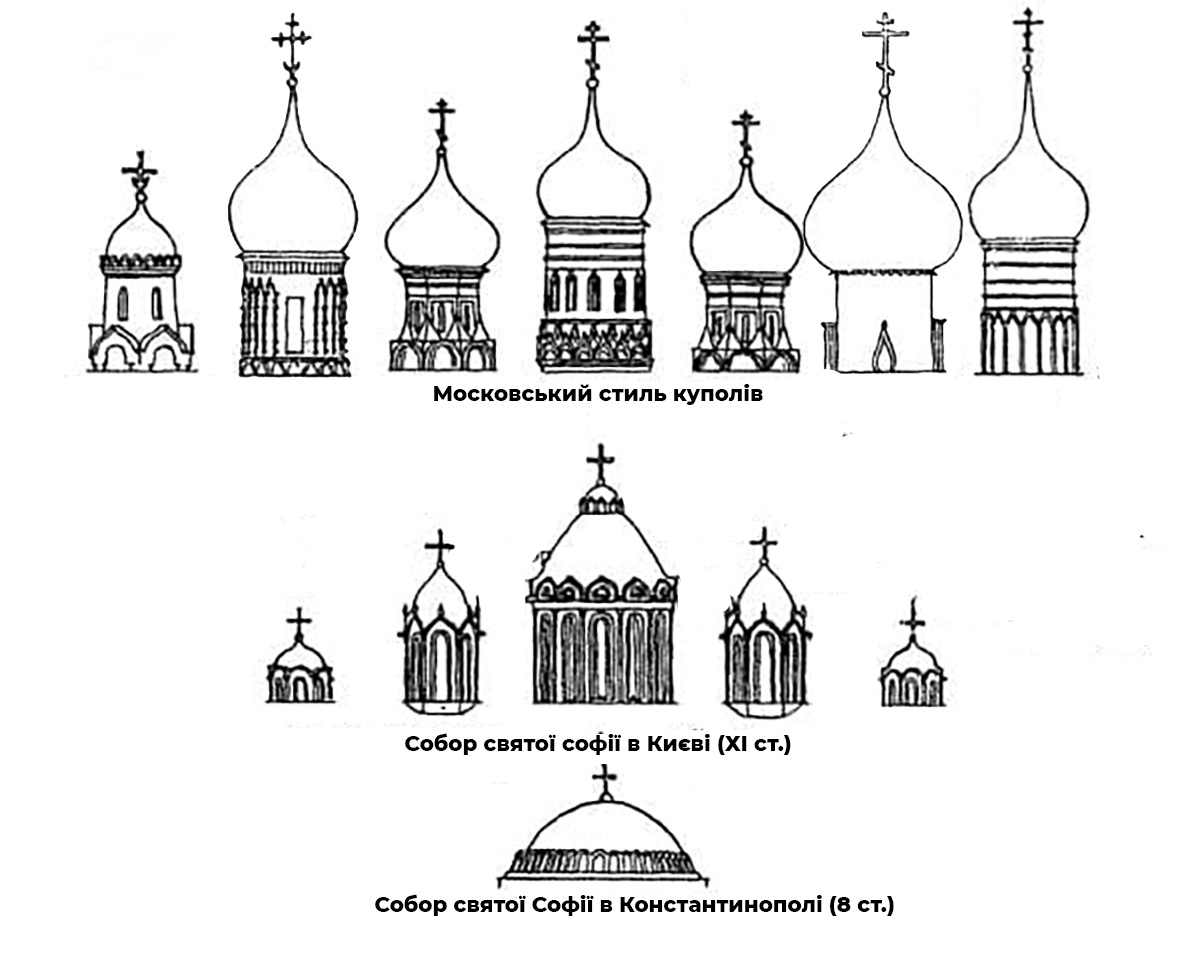
Стилі куполів православних храмів

На подальший розвиток архітектури православних храмів впливали місцеві архітектурні традиції — румунські, сербські, болгарські, українські (козацьке бароко), грузинські та російські.

### XX—XXI століття
На відміну від західнохристиянської храмової архітектури, де поширені модерні стилі, нові православні храми переважно залишаються консервативними і традиційними.

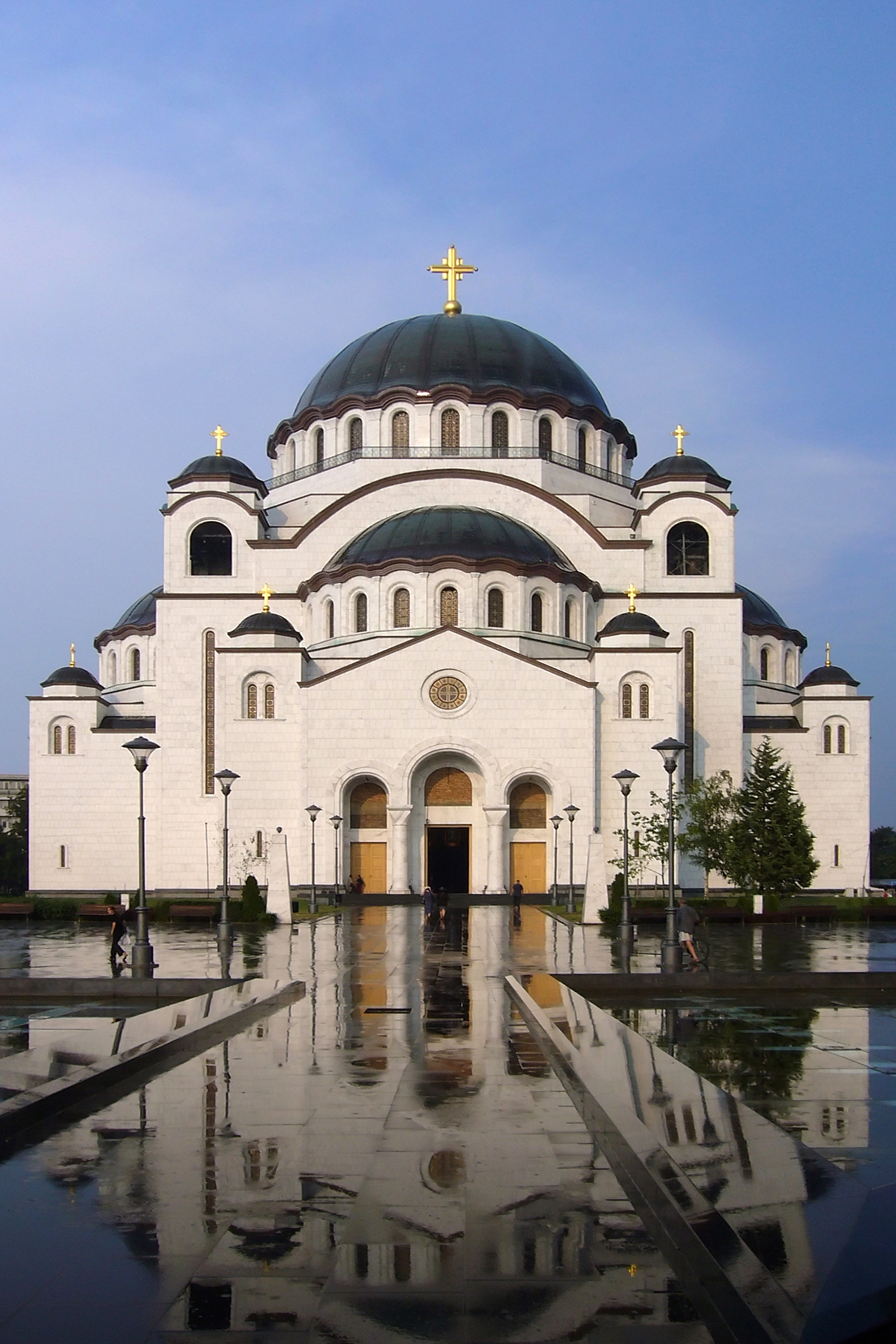
Кафедральний собор святого Сави у Белграді
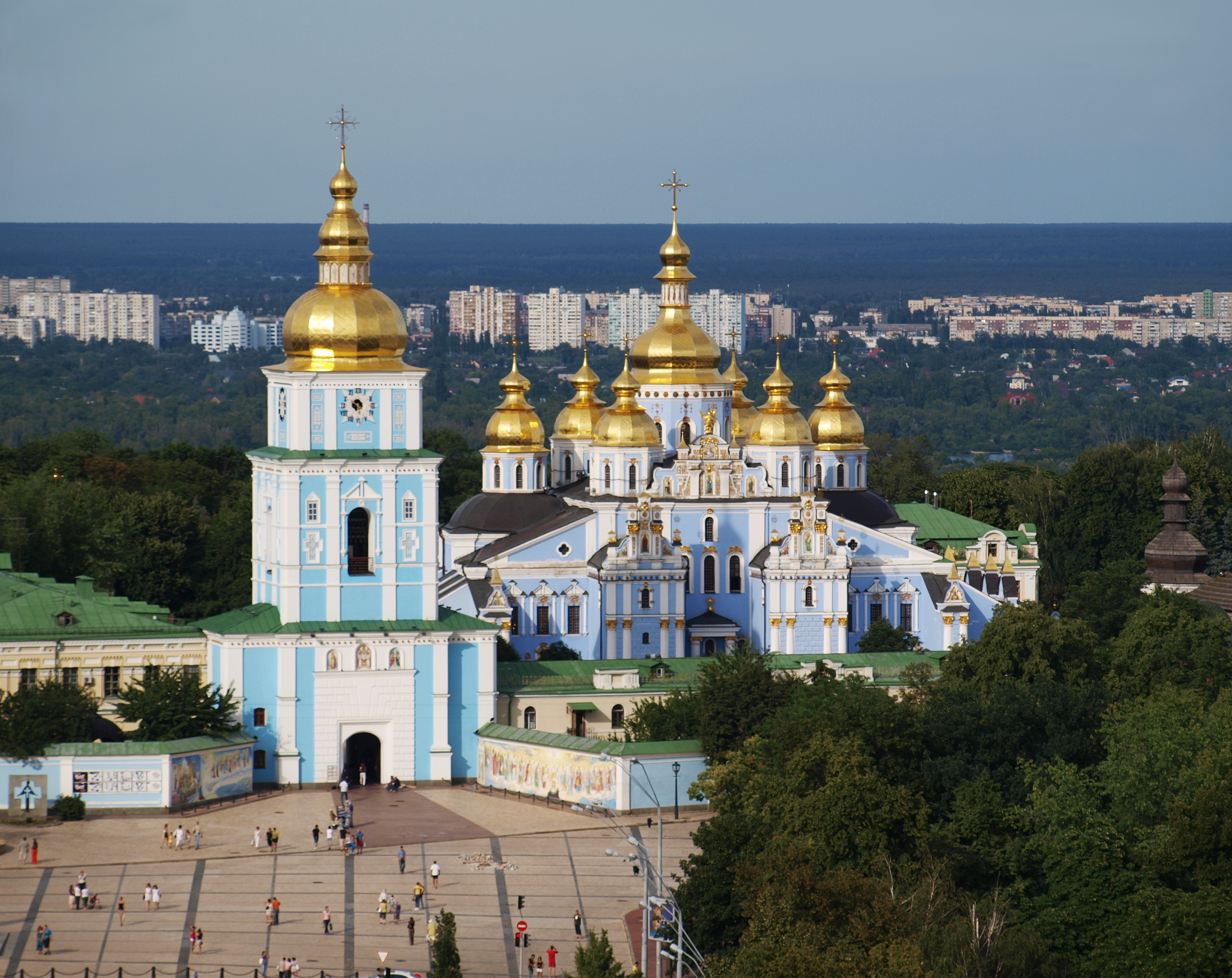
Михайлівський золотоверхий монастир у Києві
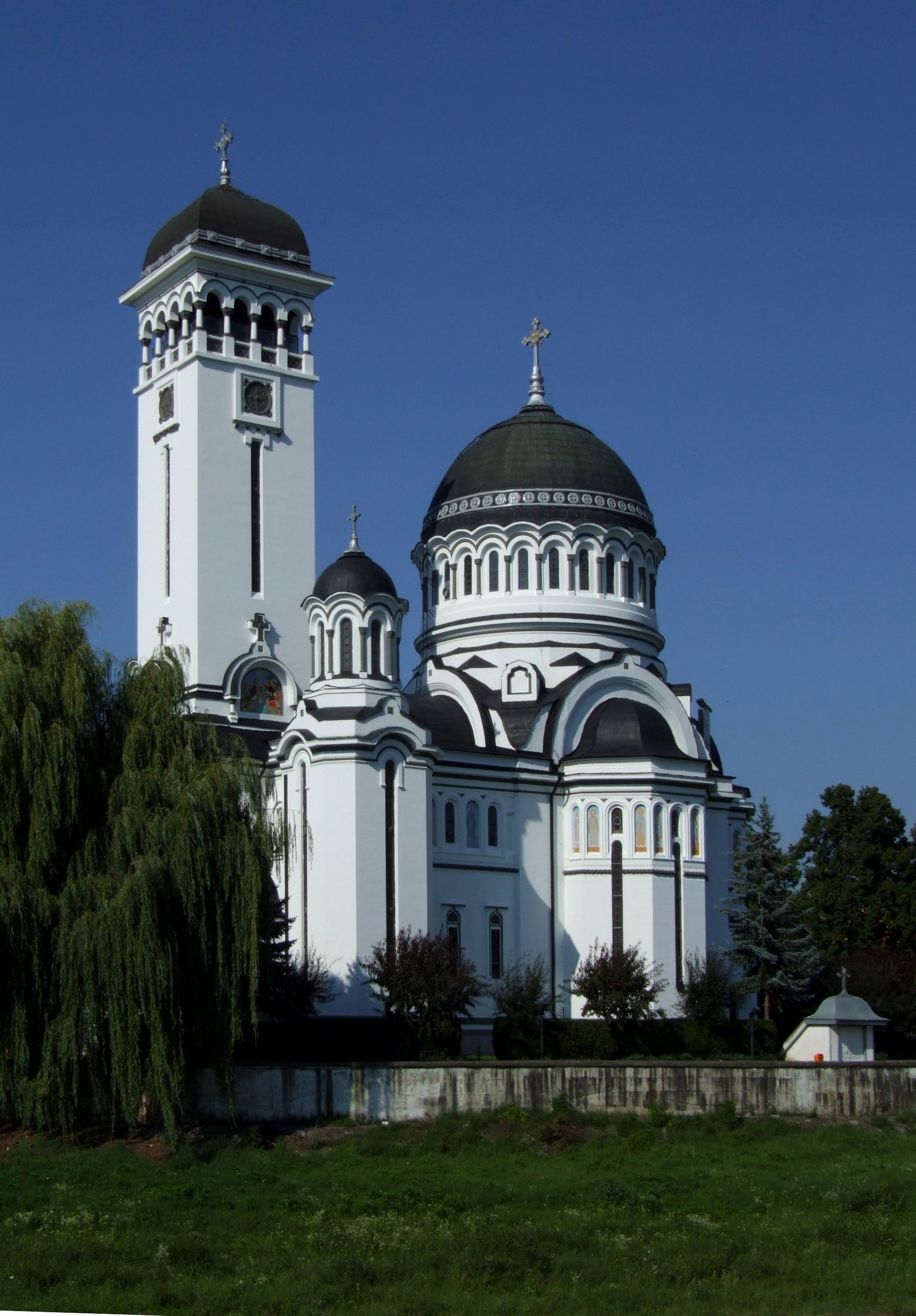
Церква Святої Трійці у Сігішоарі

## Різновиди
У православній церкві існує багато різновидів храмів:
- церква — типовий парафіяльний храм із вівтарем для богослужіння, яке здійснює священик; ця назва є метонімічним перенесенням теологічного терміну церква (еклезія), що позначає зібрання віруючих будь-якого рівня (від місцевого до вселенського)
- собор — храм із вівтарем для богослужіння, яке здійснює єпископ; іноді також так називають просто великі церкви або головні храми монастирів
- каплиця — споруда для богослужіння без вівтаря, тут не може здійснюватися літургія
- баптистерій — споруда для таїнства хрещення, де можуть здійснюватися богослужбові послідування, але не літургія
- базиліка — історична форма християнського храму з вівтарем, яка створювалася на базі (або за формою) візантійських громадських споруд
- домовий храм — храм із вівтарем для богослужіння у пристосованому приміщенні
- монастирський храм — храм із вівтарем для богослужіння у монастирі
- мартиріум
- цвинтарний храм